# Memória da Censura no Cinema Brasileiro
Memória da Censura no Cinema Brasileiro é um projeto de digitalização dos documentos relativos à Censura do Cinema no Brasil no que diz respeito à repressão às liberdades individuais e negação do direito de livre expressão, com manipulação de informação. Os documentos incluem filmes, processos de censura, documentos do DEOPS-SP e material de imprensa.
Em dezembro de 2005, o projeto disponibilizou mais de seis mil documentos relativos à 175 filmes brasileiros, e mais de quatorze mil documentos relativos à censura no cinema brasileiro durante os chamados anos de chumbo no Brasil.
O material documenta os procedimentos da censura brasileira, de seus agentes e seus critérios ideológicos e morais, em um momento em que a ditadura militar buscava o monopólio do poder sobre as instituições e o controle sobre qualquer tipo de oposição ao governo.
Alguns filmes são citados em processos de censura cujos documentos foram disponibilizados através do projeto Memória da Censura no Cinema Brasileiro, mas nenhum material de imprensa foi ainda localizado. Caso dos filmes Álbum de família de 1968 e Gigante da América, por exemplo.
Em outubro de 2007, o projeto colocou à disposição do público, gratuitamente, 269 filmes adicionais de trinta e cinco cineastas brasileiros, da pornochanchada ao cinema independente.

## Origem do Projeto
O projeto se originou de um trabalho de Leonor Souza Pinto, Doutora em Cinema pela Universidade de Toulouse, França, produtora cultural e pesquisadora da censura imposta ao cinema brasileiro entre 1964 e 1988. Ela pesquisou os processos da censura sobre 444 filmes brasileiros, revendo a obra que foi censurada de cineastas de várias tendências e expressões, entre eles: Cacá Diegues, Leon Hirszman, Nelson Pereira dos Santos, Joaquim Pedro, Glauber Rocha, José Mojica Marins e outros. Foi patrocinado pela Petrobrás.

## Pesquisa do banco de dados
O projeto disponibilizou ao público, um banco de dados para pesquisa online de documentos relativos a censura no cinema brasileiro de 1964 a 1968, que podem ser acessados gratuitamente.